# Алексеев, Фёдор Александрович
Фёдор Александрович Алексеев — русский поэт 1820―1830 гг.

## Биография
Из вольноотпущенных «воспитанников». В 1816 году подканцелярист Тульского совестного суда, в 1819 году — в Тульском уездном суде. Коллежский регистратор (1821 ). Окончил Тульскую губернскую гимназию (1822); в том же году поступил на этико-политическое отделение Московского университета; исключен в 1823 году за оскорбление чиновника и непосещение лекций.
Из посвящений и помет под стихами Алексеева следует, что в 1824—1825 гг. он снова был в Туле. К этому времени установил связи с поэтом С. Д. Нечаевым (тульским помещиком, до 1823 директором училищ Тульской губернии). Ему посвящены стихи «С. Д. Нечаеву» (1826), «С. Д. Н. (При получении стихов „Улькуш“)» (1829), «Сила вдохновения» (1830). Алексеев сотрудничал в «Московском телеграфе» (1825—1826), «Московском вестнике»
(1827, 1830) и др., а также в альманахах «Северное сияние» (1831), «Эвтерпа» (1831), «Полярная звезда на 1832 г.», «Улыбка весны» (1832), связанных большей частью с московской университетской средой. Помещённые здесь лирические стихи воспроизводили формулы пушкинского поэтического стиля 1820-х гг. Байроническая поэма «Чека. Уральская повесть» (1828) о сподвижнике Е. И. Пугачёва, написанная под влиянием А. С. Пушкина, получила высокую оценку рецензента «Московского телеграфа» (1829), где Алексеев характеризовался как «юный поэт» незаурядного дарования; в 1833 году Н. А. Полевой писал, впрочем, о своем разочаровании в творчестве Алексеева. 
Некоторые стихотворения Алексеева («К***» — «Я избалован с детских дней…»; «Меня покинули желанья») в жанрах традиционной элегии и романса пользовались популярностью, помещались в альбомах и песенниках до 1860-х гг. В 1852 году А. Г. Рубинштейн написал вокальный дуэт на перевод Алексеева из Т. Мура «Есть тихая роща…» (1827). 